# Asiraca aequinoctialis
Asiraca aequinoctialis är en insektsart som först beskrevs av Giovanni Antonio Scopoli 1763.  Asiraca aequinoctialis ingår i släktet Asiraca och familjen sporrstritar. Inga underarter finns listade i Catalogue of Life.